# Oacoma (Dakota del Sur)
Oacoma es un pueblo ubicado en el condado de Lyman en el estado estadounidense de Dakota del Sur. En el Censo de 2010 tenía una población de 451 habitantes y una densidad poblacional de 41,64 personas por km².

## Geografía
Oacoma se encuentra ubicado en las coordenadas 43°48′16″N 99°21′58″O / 43.80444, -99.36611. Según la Oficina del Censo de los Estados Unidos, Oacoma tiene una superficie total de 10.83 km², de la cual 6.72 km² corresponden a tierra firme y (37.97%) 4.11 km² es agua.

## Demografía
Según el censo de 2010, había 451 personas residiendo en Oacoma. La densidad de población era de 41,64 hab./km². De los 451 habitantes, Oacoma estaba compuesto por el 88.91% blancos, el 0.22% eran afroamericanos, el 6.43% eran amerindios, el 0.44% eran asiáticos, el 0% eran isleños del Pacífico, el 0.67% eran de otras razas y el 3.33% pertenecían a dos o más razas. Del total de la población el 1.77% eran hispanos o latinos de cualquier raza.